# 斯波特夕法尼亞縣 (維吉尼亞州)
斯波特夕法尼亞縣（英語：Spotsylvania County）是美國維吉尼亞州中北部的一個縣。面積1,068平方公里，根据美國2010年人口普查，共有人口122,397人。縣治斯波特瑟爾韋尼亞縣府 (Spotsylvania Courthouse)。
成立於1721年。縣名來自該州的副總督亞歷山大·斯波茨伍德 (Alexander Spotswood)。